# Anna Severine Lindeman
Anna Severine Lindeman   (Trondheim, 29 d'octubre de 1859 - Oslo, 24 de juny de 1938) fou una professora i compositora noruega pertanyent a la nissaga Lindeman.
Els seu avis van ser l'organista Ole Andreas Lindeman i Anna Severine nascuda Hickmann. Anna Lindeman va aprendre a tocar piano de la mà de la germana del seu pare, Severine Dos, i es va ensenyar a llegir la música i l'harmonia de la seva tia Juliane Cathrine Lindeman Krogness (1816-1879) i l'oncle Just (1822-1894). Va viatjar des de Trondheim fins a Christiania (ara Oslo) al voltant de 1878 amb el seu cosí dotat musicalment Astrid Lindeman Swensen (1855-1936) i es va dedicar a la música. En 1884 es va casar amb el seu cosí, l'organista Peter Brynie (1855-1930). Després de mig any a Dresden, (Alemanya), on Anna Severine es va dedicar a l'ensenyament privat de piano, la família Lindeman va fundar una escola de música a Christiania, que més tard va passar a denominar-se Conservatori de Música d'Oslo el 1892. El marit de Lindeman va ser cap del conservatori, i va ensenyar a l'escola de 1912 endavant. El seu fill Trygve (1896-1979) va ser un violoncel·lista i va succeir al seu pare com a cap del conservatori l'any 1928. La seva filla, Signe Augusta (1895-1974) també fou compositora.
Lindeman va continuar component després de la mort del seu marit. Les seves composicions inclouen cançons, quartet de corda, peces de cambra per a piano i peces de cambra per a violí o violoncel amb piano.